# Método de Kondap
El método de Kondap, para determinar los parámetros básicos de un cauce estable, se basa en la teoría de régimen. Las ecuaciones de Kondap, al igual que las presentadas por Lacey, Blench y Simons y Albertson, tienen un carácter completamente empírico. Sin embargo  Konfap desarrolla y obtiene relaciones entre parámetros adimensionales, ha constatado que la que relaciona los parámetros {\displaystyle B}  y {\displaystyle D_{m}} como {\displaystyle \left({\frac {B}{D_{m}}}\right)} mostró un ajuste casi perfecto.

## Antecedentes
El autor se basa en observaciones efectuadas observando y analizando canales en un amplio margen de variación de los parámetros dentro de los siguientes límites:
| Ancho de la superficie libre            | B  | 1.58 m a 120 m       |
| Tirante de la sección                   | d  | 0.23 m a 4.80 m      |
| Pendiente hidráulica                    | S  | 0.000046 a 0.000059  |
| Diámetro medio del material de fondo    | Dm | 0.02 mm a 7.6 mm     |
| Caudal                                  | Q  | 0.10 m³/s a 430 m³/s |
| Concentración del material transportado | C  | 10 ppm a 2100 ppm    |

## Ecuaciones básicas
Las ecuaciones presentadas por Kondap, en 1977 son:
{\displaystyle {\frac {B}{D_{m}}}=0.212.\left({\frac {g.{D_{m}}^{3}}{v^{2}}}\right)^{0.1155}.\left({\frac {Q^{2}}{g.\Delta .{D_{m}}^{5}}}\right)^{0.274}}.........................................................................{1}
{\displaystyle {\frac {A}{{D_{m}}^{2}}}=2.21.\left({\frac {Q^{2}}{g.\Delta .{D_{m}}^{5}}}\right)^{0.4275}}..........................................................................................................{2}
{\displaystyle {\frac {S}{\Delta }}=0.0422.\left({\frac {Q^{2}}{A^{2}.g.\Delta .{D_{m}}}}\right)^{0.75}.\left({\frac {D_{m}}{d}}\right)^{1.095}}...............................................................................{3}

en que {\displaystyle \Delta ={\frac {\gamma _{\delta }}{\gamma }}-1}

Aunque se quiso tener en cuenta el efecto de la concentración del sedimento total transportado, Ranga, Dhandapani y Kondap encontraron que {\displaystyle {\frac {B}{D_{m}}}} y {\displaystyle {\frac {A}{{D_{m}}^{2}}}} no dependen de esa concentración; en cambio {\displaystyle {\frac {S}{\Delta }}} es muy sensible a ella, por lo que Kondap  recomendó utilizar la ecuación de Engelund-Hansen para obtener la pendiente en el caso que {\displaystyle Q_{BT}} sea desconocido.

## Determinación de los parámetros del cauce
A partir de las ecuaciones básicas presentadas por Kondap, se deducen las siguientes ecuaciones:
{\displaystyle B={\frac {0.212.Q^{0.548}}{{D_{m}}^{0.024}.g^{0.159}.\Delta ^{0.274}.v^{0.231}}}}........................................................................................................{4}
{\displaystyle d_{m}={\frac {10.425.Q^{0.307}.v^{0.231}}{{D_{m}}^{0.114}.g^{0.269}.\Delta ^{0.154}}}}..................................................................................................................{5}
{\displaystyle A={\frac {2.21.Q^{0.855}}{{D_{m}}^{0.138}\left(g.\Delta \right)^{0.428}}}}.........................................................................................................................{6}
{\displaystyle S={\frac {{D_{m}}^{0.677}.g^{0.186}.\Delta ^{1.061}}{1014.Q^{0.119}.v^{0.253}}}}.....................................................................................................................{7}

Si se despeja el caudal entre las ecuaciones {3} y {4} y se igualan, se obtiene la siguiente relación entre el ancho y el tirante:
{\displaystyle B^{0.56}={\frac {{D_{m}}^{0.1}.g^{0.179}}{24.867.v^{0.36}}}.d_{m}}.......................................................................................................................{8}

### Canales trapezoidales
Para el caso de una sección trapezoidal se comienza determinando los valores de {\displaystyle B} , {\displaystyle d_{m}} y {\displaystyle A} . 
A partir de estos valores se determina el ancho {\displaystyle b} de la plantilla y el tirante {\displaystyle d} de la sección. Para ello se utilizan las relaciones geométricas de la sección trapezoidal.
{\displaystyle B=b+2.k.d}...........................................................................................................................................{9}
{\displaystyle A=\left(b+k.d\right)d=b.d_{m}}.........................................................................................................................{10}
donde {\displaystyle k} es el talud de la orilla, es igual a:
{\displaystyle k={cot}\alpha }......................................................................................................................................................{11}
en la que {\displaystyle \alpha } es el ángulo de la pared lateral con la horizontal.
Combinando las ecuaciones {9} y {10} se calcula {\displaystyle d}:
{\displaystyle d={\frac {B}{2.k}}} ± {\displaystyle \left(\left({\frac {B}{2.k}}\right)^{2}-{\frac {A}{k}}\right)^{1/2}}...............................................................................................................{12}

paso seguido se determina {\displaystyle b} y posteriormente {\displaystyle P} y {\displaystyle R}
{\displaystyle P=b+2.d\left(k^{2}+1\right)^{1/2}}.......................................................................................................................{13}
{\displaystyle R={\frac {A}{P}}}.........................................................................................................................................................{14}

### Canales de sección ancha
Cuando el canal es muy ancho {\displaystyle B} ≥ {\displaystyle 40d} , se puede considerar {\displaystyle d} ≃ {\displaystyle d_{m}}  y  {\displaystyle b} ≃ {\displaystyle B} .
En las ecuaciones anteriores el significado de las variables es:
{\displaystyle B=} ancho de la superficie libre del agua, en m
{\displaystyle d_{m}=} tirante medio, en m
{\displaystyle A=} áarea mojada, o área hidráulica, de la sección, en m²
{\displaystyle P=} perímetro mojado, en m
{\displaystyle R=} radio hidráulico, en m
{\displaystyle S=} pendiente hidráulica, adimensional
{\displaystyle Q=} caudal líquido, en m³/s
{\displaystyle U=} velocidad media de la corriente, en m/s
{\displaystyle f=} factor de sedimentación, adimensional El factor de sedimentación {\displaystyle f} propuesto por Lacey, es el mismo factor de fondo {\displaystyle F_{b0}} utilizado por Blench.
{\displaystyle N_{a}=} rugosidad absoluta, adimensional
{\displaystyle D_{m}=} diámetro medio del material de fondo, en m. Se obtiene de la expresión:
{\displaystyle D_{m}={\frac {\sum {D_{i}.p_{i}}}{100}}}.............................................................{21}
en la que:
{\displaystyle p_{i}=} porcentaje en peso de cada fracción de la muestra, con diámetro  {\displaystyle D_{i}}.
{\displaystyle D_{i}=} diámetro medio de cada fracción en la que se divide la curva granulométrica, en m. Se obtiene de la expresión:
{\displaystyle D_{i}=\left(D_{imin}.D_{imax}\right)^{1/2}}............................................{22}

En la expresión anterior, {\displaystyle D_{imin}} y {\displaystyle D_{imax}} son los tamaños mínimo y máximo respectivamente de la fracción i.